# Nengkelan
Nengkelan is een bestuurslaag in het regentschap Bandung van de provincie West-Java, Indonesië. Nengkelan telt 5312 inwoners (volkstelling 2010).